# 黃文山 (爬蟲學家)
黃文山（1962年3月20日—），臺灣兩棲爬蟲學家，彰化縣溪湖鎮人，以蘭嶼長尾南蜥研究聞名。現任教於國立中興大學生命科學學系、國立自然科學博物館館長。

## 外部連結
- 國立中興大學生命科學系師資-黃文山 （页面存档备份，存于）
- 國立科學博物館館長-黃文山 （页面存档备份，存于）